# Wiartel (jezioro)
Wiartel – jezioro Równiny Mazurskiej leżące 6 km na południowy zachód od Pisza, w Puszczy Piskiej i dorzeczu Pisy. 

## Charakterystyka
Jezioro podzielone jest na dwa akweny, południowy i północny (Przylasek). Z jeziora uchodzą dwie strugi: jedna zwana Kanałem Wiartel, uchodzi do jeziora Brzozolasek; druga zwana Wiartelnicą, uchodzi do jeziora Nidzkiego w jego południowo-zachodniej części.
Przejrzystość wody w akwenie wynosi 1,5 m. Na jeziorze w południowej części znajdują się cztery wyspy o łącznej powierzchni 1,2 ha. Maksymalna głębokość jeziora wynosi 29 metrów. 
Na południowo-zachodnim brzegu znajduje się wieś Wiartel, a na południowo-wschodnim Wiartel Mały.

## Przyroda
Roślinność jeziora reprezentują bujnie rozrośnięte rdestnice, rogatek i moczarka.
Wśród ryb dominują szczupaki, okonie i sumy, licznie występują też leszcze, liny i węgorze, jak również tołpygi i trocie. Jezioro intensywnie i systematycznie zarybiano drapieżnikami. Jest to popularne miejsce zawodów wędkarskich. W początku XXI wieku było jedynym jeziorowym akwenem PZW o statusie specjalnym, z odrębnym regulaminem połowów (nie można było łowić na żywca, w porze nocnej, bez użycia błystki podlodowej, z zaostrzonymi wymiarami ochronnymi dla okonia i szczupaka). Gospodarzem jeziora było wówczas Koło PZW przy Miejskim Przedsiębiorstwie Taksówkowym w Warszawie i Przedsiębiorstwo Rybackie PZW w Rucianem-Nidzie.